# Clephydroneura
Clephydroneura is een vliegengeslacht uit de familie van de roofvliegen (Asilidae).

## Soorten
- C. alveolusa Shi, 1995
- C. anamalaiensis Joseph & Parui, 1979
- C. annulatus (Fabricius, 1775)
- C. apicalis Oldroyd, 1938
- C. apicihirta Shi, 1995
- C. bangalorensis Joseph & Parui, 1984
- C. bannerghattaensis Joseph & Parui, 1984
- C. bella Shi, 1995
- C. bengalensis (Macquart, 1838)
- C. bidensa Shi, 1995
- C. brevipennis Oldroyd, 1938
- C. cilia Shi, 1995
- C. cochinensis Oldroyd, 1938
- C. cristata Oldroyd, 1938
- C. cylindra Shi, 1995
- C. dasi Parui & Das, 1995
- C. distincta Oldroyd, 1938
- C. duvaucelii (Macquart, 1838)
- C. exilis Oldroyd, 1938
- C. flavicornis (Macquart, 1838)
- C. fulvihirta Shi, 1995
- C. ghorpadei Joseph & Parui, 1984
- C. ghoshi Parui & Das, 1995
- C. gravelyi Joseph & Parui, 1979
- C. gymnura Oldroyd, 1938
- C. hainanensis Jiang, 1988
- C. hamiforceps Shi, 1995

- C. indiana Joseph & Parui, 1979
- C. karikalensis Parui & Das, 1995
- C. karnatakaensis Joseph & Parui, 1984
- C. lali Joseph & Parui, 1979
- C. martini Joseph & Parui, 1979
- C. minor Oldroyd, 1938
- C. mudigorensis Joseph & Parui, 1984
- C. mysorensis Joseph & Parui, 1984
- C. nelsoni Joseph & Parui, 1979
- C. nigrata Shi, 1995
- C. nilaparvata Joseph & Parui, 1979
- C. oldroydi Joseph & Parui, 1995
- C. promboonae Tomosovic & Grootaert, 2003
- C. pulla Oldroyd, 1938
- C. robusta Joseph & Parui, 1984
- C. rossi Joseph & Parui, 1995
- C. semirufa Oldroyd, 1938
- C. singhi Joseph & Parui, 1999
- C. sundaica (Jaennicke, 1867)
- C. trifissura Shi, 1995
- C. wilcoxi Joseph & Parui, 1979
- C. xanthopha (Wiedemann, 1819)